# Szatanka
Szatanka (Chiropotes) – rodzaj ssaków naczelnych z podrodziny saki (Pitheciinae) w obrębie rodziny sakowatych (Pitheciidae).

## Rozmieszczenie geograficzne
Rodzaj obejmuje gatunki występujące w lasach północnej części Ameryki Południowej.

## Morfologia
Długość ciała samic 33–51 cm, samców 36–46 cm, ogona samic 34–58 cm, samców 30–46 cm; masa ciała samic 2–3,5 kg, samców 2,2–4 kg. Żywią się owocami i bezkręgowcami.

## Systematyka
Rodzaj zdefiniował w 1840 roku francuski chirurg i zoolog René Lesson w książce swojego autorstwa poświęconej gatunkom ssaków dwuręcznych i czworonożnych. Na gatunek typowy Lesson wyznaczył (oznaczenie monotypowe) szatankę czarną (Ch. satanas).  

### Etymologia
- Chiropotes (Cheiropotes): gr. χειρ kheir, χειρος kheiros ‘ręka’; ποτης potēs ‘pijący’, od πινω pinō ‘pić’[10].
- Brachyurus: gr. βραχυς brakhus ‘krótki’; -ουρος -ouros ‘-ogonowy’, od ουρα oura ‘ogon’[11]. Gatunek typowy (oryginalne oznaczenie): Cebus satanas Hoffmannsegg, 1807.
- Saki: południowoamerykańska nazwa Saki dla małp zaadaptowana przez Buffona w 1767 roku[12]. Gatunek typowy (oznaczenie monotypowe): Cebus satanas Hoffmannsegg, 1807.

### Podział systematyczny
Do rodzaju należą następujące gatunki:
| Grafika | Gatunek               | Autor i rok opisu                           | Nazwa zwyczajowa          | Podgatunki         | Rozmieszczenie geograficzne | Podstawowe wymiary                       | Status IUCN |
| ------- | --------------------- | ------------------------------------------- | ------------------------- | ------------------ | --- | ---------------------------------------- | ----------- |
|         | Chiropotes albinasus  | (I. Geoffroy Saint-Hilaire & Deville, 1848) | szatanka białonosa        | gatunek monotypowy | endemit Brazylii (na południe od rzeki Amazonka, od rzeki Madeira na zachodzie i rzeki Xingu na wschodzie)                              | DC: 36–51 cm DO: 36–48 cm MC: 2,2–3,7 kg | VU          |
|         | Chiropotes satanas    | (Hoffmannsegg, 1807)                        | szatanka czarna           | gatunek monotypowy | endemit Brazylii (na południe od dolnego biegu rzeki Amazonka, od rzeki Tocantins do wschodniej granicy amazońskich lasów deszczowych)  | DC: 34–42 cm DO: 36–42 cm MC: 2–4 kg     | EN          |
|         | Chiropotes chiropotes | (Humboldt, 1812)                            | szatanka czerwonogrzbieta | gatunek monotypowy | południowa Wenezuela i północna Brazylia; ograniczony rzeką Orinoko na północy, rzeką Branco na wschodzie i rzeką Negro na południu     | DC: 35–46 cm DO: 30–46 cm MC: 2–4 kg     | LC          |
|         | Chiropotes utahicki   | Hershkovitz, 1985                           | szatanka nizinna          | gatunek monotypowy | endemit Brazylii (na południe od rzeki Amazonka, pomiędzy rzeką Xingu i rzekami Tocantins/Araguaia; południowe granice zasięgu nieznane | DC: 36–42 cm DO: 37–58 cm MC: 2–4 kg     | VU          |
|         | Chiropotes sagulatus  | (Traill, 1821)                              |                           | gatunek monotypowy | region Gujana i północna Brazylia (na północ od rzeki Amazonka, na wschód od rzeki Branco)                                              | DC: 33–46 cm DO: 39–46 cm MC: około 3 kg | LC          |

Kategorie IUCN:  LC  – gatunek najmniejszej troski,  VU  – gatunek narażony,  EN  – gatunek zagrożony.